# Hipertrofija leve komore
Hipertrofija leve srčane komore naziv je za uvećanje zida ili povećanje mase tkiva (hipertrofija ) koje utiče na srčani mišić (miokard) leve srčane komore. Ona se smatra posebnim oblikom kardiomegalije (nenormalnog povećanje srca).  Remodelovanje leve komore ima za cilj da normalizuje zidni stres koji se prema Laplasovoj jednačini (stres = P×R/2D) može predstaviti kao količnik iz proizvoda intrakavitarnog pritiska (P) i prečnika leve komore (R) i dvostruke debljine zida leve komore (D). Hipertrofija leve komore i promena geometrije pokazuju snažnu povezanost sa kardiovaskularnim mortalitetom i morbiditetom. Mnoge velike studije, uključujući i Framingham studiju, ukazale su da je hipertrofija leve komore jedan od najsnažnijih faktora rizika i za nastanak moždanog udara.
Proširenje nije trajno u svim slučajevima, a u nekim slučajevima rast može nazadovati sa smanjenjem krvnog pritiska.
Hipertrofija leve komore može biti faktor u određivanju lečenja ili dijagnoze drugih stanja. Na primer, hipertrofija leve komore uzrokuje da pacijent ima nepravilan EKG. Pacijenti sa hipertrofijom  leve komore će možda morati da učestvuju u složenijim i preciznijim dijagnostičkim procedurama, kao što je snimanje, u situacijama u kojima bi lekar inače mogao dati savet samo na osnovu EKG -a.

## Epidemiologija
Prema podacima iz literature, prevalencija hipertrofije miokarda leve komore kod hipertenzivnih bolesnika varira od 23 % do 48 %, pa čak i do 71 % kod osoba sa jako visokim vrednostima krvnog pritiska.
Da je gojaznost nezavisan prediktor hipertrofije leve komore (dijagnostikovane ehokardiografijom) pokazano je u Framingamskoj studiji. Studija ukazuje da se rizik za nastanak hipertrofije leve komore povećava za 51 % kod žena i za 47 % kod muškaraca za svakih 2 kg/m2 povećanja indeksa telesne mase.
Hipertrofije leve komore i promene geometrije komore značajno utiču na porast kardiovaskularnog morbiditeta i mortaliteta, a povezana je i sa opštim mortalitetom.

## Faktori rizika
Snažan faktor rizika koji utiče na razvoj hipertrofije leve srčane komore su opterećenje krvnim pritiskom i opterećenje volumenom (hipervolemija), na koje utiče:
- Aterijska hipertenzija, koja intenzivnije može da utiče na promenu strukture srca kod gojaznih osoba
- Gojaznost, koja dovodi do hemodinamskih promena, ili povećanja volumena krvi i minutnog volumena srca ili opterećenja volumenom, što uzrokuje dilataciju leve komore i zadebljanje zida komore.
- Arteroskleroza
- Anemija (Hb < 100 g/l)
- Metabolički poremećaji (retencija natrijuma i vode),
- Hormonski uticaji,
- Ultrafiltracijska slabost
- Valvularne bolesti srca (aortna stenoza i aortna insuficijencija, mitralna insuficijencija)
- HIpertrofična miokardiopatija,
- Hipertrofija srca nakon akutnog infarkta miokarda.

## Patofiziologija
Hipertrofija leve komore je neka vrsta mehanizma za adaptaciju srca na uticaj povećanog hroničnog stresa na srčani mišić leve komore. Ovaj povećani stres može biti izazvan i hemodinamičkim i nehemodinamičkim procesima. Na primer, arterijska hipertenzija (visoki krvni pritisak),  oštećenje srčanog zaliska , hipertrofična kardiomiopatija , ali i (retke) bolesti skladištenja (npr Fabrijeva bolest) mogu uzrokovati hipertrofiju levog srca.
Masa srčanog mišića se povećava kao posledica povećanog stresa. izuzev kod sportskog srca , nepatološke kardiomegalija, u kojoj su zbog promena u dijastoličkoj i sistoličkoj funkciji  kompenzovane hipertrofijom vezivnog i masnog tkiva između mišićnog tkiva. Osim toga, poremećena je i makro i mikrovaskularna cirkulacija krvi.

### Povišen krvni pritisak
Masa srca raste proporcionalno starosti, čak i kod zdravih ljudi. Ovo povećanje mase bitno je uzrokovano povećanjem debljine zida leve srčane komore. Razlog tome je gubitak elastičnosti srčanog mišića i arterijskih krvnih sudova koji ide s godinama, uzrokujući povišenje krvnog pritiska u mirovanju, a posebno tokom fizičkog napora. 
Osim direktne povezanosti sa sistoličkim krvnim pritiskom važnu ulogu u patogenezi imaju i drugi faktori, kao što su dob, pol, etnička pripadnost,  stimulacija sistema renin-angiotenzin-aldosteron i simpatički nervni sistem . 

### Gojaznost
Opterećenje kardiovaskularnog sistema – povećanim udarnim i minutnim volumenom srca, praćenim dijastolnom disfunkcijom usled povećanja količine masnog tkiva i usled njegove specifične distribucije (gojaznost) – predstavlja objašnjenje biološke veze između gojaznosti i razvoja kardiovaskularnih bolesti.
Osim ovoga, pojavljuje se ili se pogoršava postojeća arterijska hipertenzija usled ubrzanja procesa ateroskleroze i prisutne hiperinsulinemije. Kod gojaznih osoba se češće sreću angina pektoris, infarkt miokarda, iznenadna smrt i tromboza cerebralnih arterija.
Moguće je da supstance koje sintetiše uvećano masno tkivo mogu ispoljiti niz direktnih i indirektnih efekata na kardiovaskularni sistem.

### Mehanizam
Povećano opterećenje srca u početku dovodi do povećanja debljine mišićnih vlakana. Dužina mišićnih vlakana i volumen komore se ne menjaju. Hipertrofija srčanog mišića je koncentrična . Ako je opterećenje pritiskom tako jako da snaga mišićne kontrakcije više nije dovoljna, nakon sistole (faze izbacivanja krvi iz srca ), više krvi ostaje neistisnuto u komori, pa se volumen krvi na kraju dijastole povećava i  razvija se proširenje ili remodelovanje struktura srčanih mišića. 
| Blaga       | Srednje teška | Ozbiljna |
| ----------- | ------------- | -------- |
| 12 do 13 mm | >13 do 17 mm  | >17 mm   |

Opisuju se tri promene u geometriji srca koje se izračunavaju iz mase leve komore i relativne debljine zida: 
1. koncentrična hipertrofija, 
2. ekscentrična hipertrofija 
3. koncentrično remodelovanje. 
Geometrijski model leve komore je veoma važan, jer predstavlja prediktor rizika za različite kardiovaskularne događaje. Postoji snažna povezanost između indeksa telesne mase tela i strukturalnih promena u levoj komori.

## Značaj
Osim starosti, hipertrofija leve komore najvažniji je prediktor kardiovaskularnih bolesti kod hipertenzivnih pacijenata. To je nezavisni faktor rizika za koronarnu arterijsku bolest, iznenadnu srčanu smrt , zatajenje srca i moždani udar, a time i za kardiovaskularni morbiditet i mortalitet u celini. 

## Dijagnoza
Za postavljanje dijagnoze hipertrofije miokarda leve komore koriste se elektrokardiografija (voltažni i repolarizacioni kriterijumi) i ehokardiografija.

### Elektrokardiografija
Postoji nekoliko kriterijuma koji se koriste za dijagnozu HLK putem elektrokardiografije. Nijedan od njih nije savršen, iako se korišćenjem više kriterijuma povećava osetljivost i specifičnost metode.
Sokolow-Lyon indeks:
- S in V1 + R in V5 or V6 (whichever is larger) ≥ 35 mm (≥ 7 large squares)
- R in aVL ≥ 11 mm

Kornelovi kriterijum
Za EKG dijagnozu HLK podrazumeva merenje zbira R talasa u odvodu aVL i S talasa u odvodu V3. Kornellovi kriterijumi za LVH su:
- S u V3 + R u aVL > 28 mm (muškarci)
- S u V3 + R u aVL > 20 mm (žene)

Romhilt-Estes sistem bodovanja („dijagnostika“ >5 poena; „verovatna“ 4 poena):
| EKG kriterijumi | Bodovi |
| Kriterijum napona (bilo koji od): 1. R ili S u vodovima udova ≥20 mm 2. S u V1 ili V2 ≥30 mm 3. R u V5 ili V6 ≥30 mm | 3      |
| ST-T abnormalni: - ST-T vektor nasuprot QRS bez digitalisa - ST-T vektor nasuprot QRS bez digitalisa                 | 3 1    |
| Negativni terminal P režim u V1 1 mm u dubinu i 0.04 sec u dubinu i (ukazuje na uvećanje leve komore)                | 3      |
| Devijacija leve ose (QRS of −30°)                                                                                    | 2      |
| QRS trajanje ≥0.09 sec                                                                                               | 1      |
| Odloženo intrinzikoidno skretanje u V5 ili V6 (>0.05 sec)                                                            | 1      |

Drugi kriterijumi
Drugi kriterijumi zasnovani na naponu za LVH uključuju:
- Odvod I: R talas > 14 mm
- Odvod aVR: S talas > 15 mm
- Odvod aVL: R talas > 12 mm
- Odvod aVF: R talas > 21 mm
- Odvod V5: R talas > 26 mm
- Odvod V6: R talas > 20 mm

### Ehokardiografija
Ehokardiografija predstavlja zlatni standard za dijagnozu hipertrofije miokarda leve komore. Dvodimenzionalna ehokardiografija može da proizvede slike leve komore. Debljina leve komore koja je vizuelizovana na ehokardiografiji korelira sa njenom stvarnom masom. Masa leve komore može se dalje proceniti na osnovu geometrijskih pretpostavki o obliku komore koristeći izmerenu debljinu zida i unutrašnji prečnik. Prosečna debljina leve komore, sa brojevima dati kao interval predviđanja od 95% za slike kratke ose na nivou srednje šupljine su: 
- Žene: 4 – 8 mm
- Muškarci: 5 – 9 mm

Pen konvencija
Masa leve komore određuje se na osnovu modifikovane formule prema Pen konvenciji: 
MLK = 1,04 (LDDd+PWDd+IVSDd)3- (LVDd)3 -13,6
pri čemu:
- LDDd - predstavlja dijastolni dijametar leve komore,
- IVSDd - označava debljinu interventrikularnog septuma na kraju dijastole,
- PWDd - predstavlja debljinu zadnjeg zida na kraju dijastole.

Vrednosti mase leve komore indeksiraju se prema površini tela (g/m2).
Prema Penn konvenciji, kriterijum za hipertrofiju miokarda leve komore su vrednosti: 
- ≥134 g/m2 za muškarce
- ≥110 g/m2 za žene.[14]

## Terapija
U zavisnosti od uzroka hipertrofije leve komore, koja može biti privremena i reverzibilna zavisi terapija. Smanjenje krvnog pritiska može uzrokovati nazadovanje u procesu povećanja tkiva.  Idealan tretman za hipertrofiju leve komore još ne postoji. Obično se propisuju beta blokatori i antagonisti kalcijuma, poput verapamila. Ovi lekovi poboljšavaju dijastolično punjenje i koronarni protok krvi bez dalje stimulacije hipertrofije.
Lečenje se sastoji od poštede od fizičkih napora i davanja beta blokatora. U oko 60% bolesnika u kojih su beta blokatori ostali bez efekta, verapamil dovodi do popravljanja subjektivnog stanja.  Dok ACE inhibitori smanjuju krvni pritisak i povećavaju izlaznu sposobnost srca.
Kod bolesnika koji imaju ozbiljne komorske (ventrikularne) aritmije neophodna je primena antiaritmika, od kojih su najznačajniji dizopiramid i amiodaron. 
Ako postoji hronična fibrilacija pretkomora, daje se i oralna i antikoagulantna terapija. 
Kod bolesnika sa refrakternim simptomima može se primeniti dvokomorski pejsmejker. 
Ako i pored navedenih postupaka u terapiji simptomi bolesti perzistiraju a gradijent pritiska pri mirovanju iznosi više od 50 mmHg, onda se radi hirurška septalna miektomija.

## Literatura
- Chazov IE. Heart and Blood Vessels Diseases, "Medicine", (in Russian), Moskow, 1992. vol. 3, p.135-7.
- Haider, A. W.; Larson, M. G.; Benjamin, E. J.; Levy, D. (1998). „Increased left ventricular mass and hypertrophy are associated with increased risk for sudden death”. J Am Coll Cardiology. 32 (5): 1454—1459. PMID 9809962. doi:10.1016/S0735-1097(98)00407-0..
- Kaplan NM. Systemic Hypertension: Mechanisms and Diagnosis. In: Braunwald E. Heart disease: a textbook of cardiovascular medicine - 4th ed., W.B. Saunders Company, Philadelphia - Tokyo, 1992, p. 817-51.
- Vogt M, Eckehard BS (1995). „Systolic Ventricular Disfunction and Heart Failure due to Coronary Microangiopathy in Hypertensive Heart Disease”. A J Cardiol. 76 (13): 48D—53D. PMID 7495218. doi:10.1016/S0002-9149(99)80492-5.
- Coste P, Clementy J, Besse P and Bricaud H. Left Ventricular Hypertrophy and Ventricular Disrrhythmic Rise in Hypertensive Patients; Evaluation by Programmes Electrical Stimulation. J. Hypertens. Suppl. 1988; 6(4): S116-8.
- Frohlich, E. D. (1999). „State of the Art lecture. Risk mechanisms in hypertensive heart disease”. Hypertension. 34 (4 Pt 2): 782—789. PMID 10523361. doi:10.1161/01.HYP.34.4.782..
- Nagulić S. Cardiology, Institution for textbooks and Educational Funds (in Serbian), Belgrade 1991, 524-529.

## Spoljašnje veze
|  | Molimo Vas, obratite pažnju na važno upozorenje u vezi sa temama iz oblasti medicine (zdravlja). |